# Periphyllus kuwanaii
Periphyllus kuwanaii är en insektsart. Periphyllus kuwanaii ingår i släktet Periphyllus och familjen långrörsbladlöss. Inga underarter finns listade i Catalogue of Life.